# Béziers Volley
Béziers Volley – żeński klub piłki siatkowej z Francji. Swoją siedzibę ma w Béziers. Został założony w 1996.

## Sukcesy
Mistrzostwo Francji:
- 2018
- 2013, 2021
- 2006, 2012, 2014

Puchar Francji:
- 2023[1]